# Josef Sprinzl
Josef Sprinzl (* 9. März 1839 in Linz; † 8. November 1898 in Prag) war ein österreichischer katholischer Theologe. Sprinzl war Professor der Dogmatik an den Universitäten in Linz, Salzburg und Prag. An der Prager Universität wurde er zum Rektor ernannt und war als solcher Mitglied des Böhmischen Landtages.

## Leben
Sprinzl wurde als Sohn eines Zeugfabrikanten geboren. Er studierte Theologie an der Universität Linz und der Universität Wien und erhielt 1861 die Priesterweihe. Noch im gleichen Jahr besuchte er das Höhere Priesterbildungsinstitut Frintaneum in Wien und promovierte im März 1864 an der Theologischen Fakultät der Wiener Universität zum Doktor der Theologie.
Ab 1864 bis April 1875 war Sprinzl Professor der Moraltheologie sowie ab 1865 der Fundamentaltheologie und speziellen Dogmatik an der Linzer Theologischen Lehranstalt. 1867 wurde Strinzl dort zum wirklichen Professor in beiden Fächern ernannt. Während seiner Zeit in Linz war er zunächst Redakteur der Wochenzeitung Katholische Blätter und später gemeinsam mit Johann Plakolm Redakteur der Theologisch-praktischen Quartalschrift, in der er auch zahlreiche Artikel apologetischen, dogmatischen und kirchenrechtlichen Inhalts veröffentlichte. In seinen Schriften nahm er gegen die staatlichen Kirchengesetze von 1868 Stellung und verteidigte das auf dem ersten Vatikanischen Konzil verkündete Unfehlbarkeitsdogma des Papstes von 1870. Allerdings sanken die Verkaufszahlen der Zeitschrift deutlich und konnten erst wieder unter seinem Nachfolger Josef Schwarz merklich gesteigert werden.
1875 wurde Sprinzl als ordentlicher Professor der Dogmatik an die Theologischen Fakultät Salzburg, der Vorgängerin der heutigen Universität Salzburg, berufen, wo er 1877 bis 1878 zum Dekan der Theologischen Fakultät ernannt wurde. 1883 folgte er dem Ruf an die neugegründete deutsche Karl-Ferdinands-Universität in Prag für die ordentliche Professur der Dogmatik. Auch hier wurde er mehrmals zum Dekan ernannt und ihm in den Jahren 1889 bis 1890 das Amt des Rektors der Universität übertragen. Als solcher war er 1892 auch Mitglied des böhmischen Landtages. In seiner Lehrtätigkeit ebenso wie in seinen Publikationen vertrat Sprinzl die Lehre der Neuscholastik. 1892 wurde er zum Domherren des Kollegiatstifts Allerheiligen auf der Prager Burg ernannt. Für seine Verdienste wurde ihm 1897 der Titel eines k.k. Regierungsrates verliehen.
Josef Sprinzl starb am 8. November 1898, im Alter von 59 Jahren, in Prag. Seine Leiche wurde nach Linz überführt. Er war ein aktives Vorstandsmitglied des Deutschen Vereins für städtische Angelegenheiten in Prag und ordentliches Mitglied der Gesellschaft zur Förderung deutscher Wissenschaft, Kunst und Literatur in Böhmen. Sprinzl war außerdem erzbischöflich-salzburger und bischöflich-linzer Konsistorialrat.

## Veröffentlichungen (Auswahl)
- Die allgemeinen Concile überhaupt und das bevorstehende allgemeine Concil insbesonders. Linz 1869.
- Die altkatholische Bewegung im Lichte des katholischen Glaubens. Linz 1872.
- Handbuch der Fundamental-Theologie als Grundlegung der kirchlichen Theologie. Wien 1876.
- Die Theologie der apostolischen Väter. Eine dogmengeschichtliche Monographie. Wien 1880
- Compendium summarium theologiae dogmaticae (specialis) in usum praelectionum academicarum. Wien 1882.